# Alano IV de Bretaña
Alano IV de Bretaña, llamado Alan Fergant o Alano Fergent (c. 1060-13 de octubre de 1119), hijo de Hoel II de Bretaña y de Havoise de Bretaña, fue conde de  Cornouaille, de Rennes y de Nantes, y por último duque de Bretaña en 1084-1113.

## Biografía
Nació en el castillo de Châteaulin en 1060. Sucedió a su padre el 13 de abril de 1084 y tiene fama de ser el último duque efectivamente bretón.
En 1084 confirmó todas las donaciones de su padre y su abuelo a la abadía de Sainte-Croix de Quimper Ese mismo año donó a la abadía de Landévennec molinos, esclusas y pesquerías que pertenecían a Châteaulin.
Para restaurar la autoridad ducal en el condado de Rennes, debió enfrentarse contra Godofredo Grenonat, que había sucedido a su medio hermano Conan II de Bretaña como conde. En 1084 Alano tomó Rennes al frente de su ejército y envió a Grenonat a Quimper, donde murió ese mismo año, recuperando así Alano el condado de Rennes Aquel año puso al mando del condado de Nantes a su hermano Matías, quien le servirá fielmente asistido por su tío el obispo Benito de Cornualles. Al morir Matías sin descendencia en 1103, el condado de Nantes revirtió al dominio ducal.
Alano prefirió quedarse en la parte de habla bretona del ducado en la que había nacido, y vivió feliz en sus castillos de Auray y, sobre todo, de Carnoët, no lejos de la abadía de Sainte-Croix de Quimper gobernada por su tío el abad y obispo Binidic.
La tranquilidad en la que vive el ducado permite a Alano Fergant responder a la llamada del papa Urbano II, y en compañía de otros señores bretones se une en el verano de 1096 a la Primera Cruzada. El contingente bretón se alistó en el ejército comandado por el duque de Normandía Roberto Courteheuse y el conde Roberto II de Flandes. Alano Fergant estuvo ausente de Bretaña durante cinco años, dejando el ducado bajo la firme autoridad de su esposa Ermengarda.
Al regresar de la cruzada y bajo la influencia de su piadosa esposa, Alano se centró cada vez más en cuestiones religiosas y apoyó la reforma del clero secular. Fue también un benefactor particular las abadías del valle del Loira.
Esta tendencia hacia lo espiritual no le impidió tomar parte a favor del rey Enrique I de Inglaterra en el conflicto de éste con su hermano Roberto Courteheuse, y participar en la batalla de Tinchebray (1106). Mientras tanto, continúa la instalación de barones bretones en Inglaterra: Enrique I concede tierras a Olivier de Dinan, Guillermo d'Aubigny y Alain Fitzflaad, senescal de Dol.
Según Orderico Vital, en marzo de 1113 durante la entrevista de Ormeteau-Ferré entre Luis VI de Francia y Enrique I de Inglaterra, el monarca francés "concede la Bretaña" a Enrique I, es decir, el duque de Bretaña se convierte en "vasallo del rey inglés", y luego compromete a su hijo Conan con la hija ilegítima del rey de Inglaterra, Matilde FitzRoy. Enfermo, Alano debió delegar el gobierno en su hijo, que interviene por primera vez como duque de Bretaña en 1115.
Alano Fergant se retiró a la abadía de Saint-Sauveur de Redon, y murió allí el 13 de octubre de 1119.

## Matrimonio y descendencia
La rivalidad tradicional entre Bretaña y Normandía continuaba a fines del siglo XI. La guerra de 1064-1065 fue el resultado del apoyo dado por Guillermo el Conquistador a los bretones que se rebelaron contra el abuelo de Alano, Conan II de Bretaña. Para evitar nuevas hostilidades con Bretaña, Guillermo casó a su hija Constanza con Alano en 1087. El matrimonio pudo haber tenido lugar en Bayeux, Normandía. 
Guillermo de Malmesbury escribió que Constanza no era popular en la Corte bretona por su forma "severa y conservadora". Guillermo de Malmesbury también alega que Alano IV había envenenado a Constanza, pero esto no ha sido verificado. Sin embargo, Orderico Vital escribe que como duquesa, Constanza hizo todo lo posible para promover el bienestar de los bretones, que se afligieron profundamente por su muerte en 1090.
En 1093, se casó por segunda vez con Ermengarda de Anjou, hija de Fulco IV de Anjou y biznieta de Fulco Nerra. De esta unión nacieron tres hijos:
- Conan III, duque de Bretaña.
- Godofredo Rufus, que murió en Jerusalén en 1116.
- Agnès (o Havoise), casada alrededor de 1110 con Balduino VII de Flandes, hijo de Roberto II de Flandes.

Con una o dos amante(s) de la(s) que no se conoce su nombre(s), Alano Fergant tuvo dos hijos:
- Brian Fitz Count († 1147/1149), señor de Wallingford, un firme partidario de la emperatriz Matilde en la guerra civil por el trono de Inglaterra, conocida como la Anarquía.
- Guyomar, que fue apresado por los sarracenos.